# 英帕尔战役

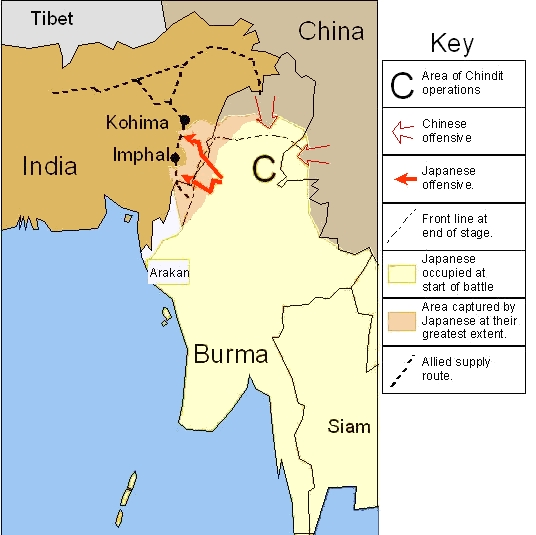
日軍進攻計劃示意圖

英帕爾戰役（Battle of Imphal），為第二次世界大戰期間日本帝國陸軍對英屬印度所發動的戰役之一，戰役從1944年3月開始至同年7月結束，最後以日軍的慘敗收場，以單一作戰計畫損失規模而論，本戰役為日軍在二次世界大戰期間損傷最慘重的戰役。
在此役中日軍由牟田口廉也中將統率，目標為奪取印度東北重鎮因帕爾。出征的90,000餘名士兵中，只有約10,000人生還，其中戰死32,000人，過半數的數萬餘名死者則是因為在敗退途中因飢餓或疾病而死。損失如此慘重的主因源自於指揮官牟田口廉也脫離現實且不負責任的作戰計畫與逃避指揮責任，此戰至今仍被視為一場標準的軍事災難；在日本至今用英帕爾去形容某人去做某事已成為「有勇無謀」的代名詞。

## 戰爭背景
1942年中南方軍成功壓制緬甸全境後，日本除了陸續在緬甸等地招募希冀利用大東亞戰爭機會達成印度獨立的支持者成立印度國民軍，南方軍也在1942年8月策劃發動對印度之攻擊行動，計畫稱為「21號作戰」。
21號作戰的最初構想是希望利用第15軍隸屬的第18師團為主力，總兵力約兩個師團規模的部隊向印度與緬甸接聯地帶進軍，主要任務是截斷盟軍的援蔣路線，弱化國軍的戰爭能力。雖然早日在南洋戰線取得決定性勝利的點子很符合本土大本營的胃口，然而南方軍評估印度至少還有10個師的軍力，顯然用兩個師就想擺平印度全境有些不切實際，然而當時第15軍以緬甸戰鬥的經驗認為還勉強可以達成作戰目標。但被規劃為運用單位的第15軍或是擔任攻擊矛頭的第18師團牟田口廉也均強烈反對這個計畫，而且前線部隊也反映印緬戰場的基礎設施不足，雨季時部隊補給開拔困難、人煙稀少也不適合現地徵集勞役等。由於前線反彈加上瓜達康納爾島戰役陷入膠著，大本營也抽不出足夠資源增援緬甸戰線，只好下令21號作戰暫緩，部隊在強化防禦的同時繼續研究如何攻擊印度。
但是盟軍並沒有浪費時間給日軍等待的機會，1942年10月起英軍從緬甸西部沿海發動試探性攻勢，為若開邦戰役1942-1943；接著是欽迪特遣隊以空降滲透緬甸中部的欽敦江東岸。雖然日軍接連擊退英軍的正規與非正規攻勢，但南方軍已經察覺英軍具備強烈的攻擊意識與手段，而身為攻擊者的日軍反而陷入被動局勢。
南太平洋戰線陷入困局的當下，大本營也缺乏資源增援緬甸戰線，原本在緬甸的陸軍航空武力也被抽調支援南太平洋戰線；為了彌補空中戰力萎縮，本土提供少量援助，讓駐緬甸的南方軍在1943年3月增編改組成緬甸方面軍。
緬甸方面軍成立時，高級參謀群多由第15軍調任而來，包括參謀長中勇太郎少將、副參謀長磯村武亮少將、作戰科科長片倉衷上校清一色是15軍系統的人馬；在此同時15軍換上了新的中將軍長牟田口廉也。由於原高級參謀群通通升任，因此牟田口大量引進自己熟識的部下接任該軍參謀系統，15軍中唯一留任的高級參謀僅剩擔任軍防衛計劃設置的橋本洋中校。由於參謀們對緬甸戰況生疏，使得牟田口軍長可以任憑自己天馬行空的戰爭構想與直通天聽的人脈推動作戰計畫，為即將到來的災難埋下了種子。

## 戰爭爆發前情勢
英帕爾為英軍在阿薩姆與曼尼普尔地區的主要據點，日軍評估該處為未來英軍反攻緬甸的前線主集結點。牟田口軍長上任後認為緬甸戰局不應消極防守，也應採取攻勢防禦行動，抵銷英軍戰力增加的困局，他的論點是奠定在欽迪特遣隊出沒。雖然後世了解溫蓋特第一批入侵的3,000人部隊在1943年初撤回印度時有67%失去戰力，但當時日軍並不知情，日軍原本認定可憑藉若開山脈、欽敦江這類地理天險即可抵禦英軍大規模攻勢，但欽迪特遣隊可以採旅級規模滲透的當下，該天險已不可靠；因此日軍需將防禦前推到欽敦江以西，直攻英帕爾並打入阿薩姆邦。這樣子不只可以化解聯軍在印度的攻勢，也可同時替印度獨立運動製造更強的聲勢，為早日結束東南亞戰線有其指標性作為。
早在1943年初牟田口便規劃相關作戰，認為他指揮的部隊可以快速渡過湍急的親敦江進入翻越2,000多公尺高的阿拉干山脈、穿越叢林地帶，並在雨季來臨前穿越英軍防線採奇襲打垮他們，這項方案他命名為「宇號計劃」。不過在收拾完欽迪特遣隊帶來的麻煩後，第15軍參謀長小畑信良少將正準備對部隊實施休整與再編作業；當得知他的上級有這想法，他在親自搭機調查後，認為欽敦江以西的環境並沒有適合建立補給與支援部隊的空間。在參謀長反對的情況下「宇號計劃」拖延到雨季開始也就不了了之。小畑少將的消極態度加上他聯合第18師團師長田中新一進言的手段，激怒了牟田口中將，牟田口運用他在緬甸軍上層的人事影響力，由河邊正三方面軍司令出馬解除了小畑少將的職務。

## ウ(宇)號作戰
1943年5月牟田口軍長在南方軍司令部的軍級司令官會議上推銷他的“攻佔英帕爾—阿薩姆”計畫，為他幫腔的還有河邊方面軍司令，他用攻占英帕爾可前推若開山脈防禦線這理由認可牟田口論點；在該會議上南方軍認同採用攻勢防禦維護若開山脈防禦線這個觀點，但南方軍參謀長稻田正純仍強調大方向應以警慎為主。
獲得共識後同年6月緬甸方面軍實施對該計畫之兵棋推演，隨著日軍在太平洋上的戰局節節敗退，為了提振全軍的士氣，大本營在1944年1月批准了牟田口的作戰計畫。同年3月8日日軍糾集了第15師團、第31師團、第33師團以及印度國民軍等部隊共計90,000兵力，分別由3個方向朝英帕爾地區進攻。由於當地惡劣的地形完全不利於輜重車輛行進，牟田口異想天開的提出了所謂的「成吉思汗作戰」，也就是徵發30,000頭的牛、羊等動物來擔任補給物資運輸的工作，在物資缺乏時亦可就地把牛羊宰殺後食用。但如此除了引起緬甸當地民眾的憤怒外，大大的降低了行軍的速度，而且許多的動物在行軍的途中走失，更糟糕的是有大批動物隨行的部隊，正好是英國皇家空軍最明顯的攻擊目標，反而使得補給更為困難。
即使如此日軍在作戰的初期進展仍然尚稱順利，3月28日第33師團推進到英帕爾西南的比辛布爾、第31師團也推進到了英帕爾北部的科希馬、第15師團則攻佔了英帕爾與科希馬間的密宣，英帕爾的南北通道都被日軍所封鎖。4月日軍碰上了緬甸的雨季，而英軍此時已經在美國陸軍航空軍與皇家空軍的協助之下，在英帕爾週邊地區完成了150,000名軍隊的集結，也對日軍發動了陸上及空中密集的攻擊，日軍在泥濘不堪的叢林當中，連基本的行軍都有困難，遑論發起有效的攻勢，戰死、餓死、病死不計其數，各師團長紛紛要求撤退，但牟田口非但沒有下令撤退，反而要求在4月29日天皇誕生日前拿下英帕爾。
日軍第31師團在條件極其惡劣的環境下，還是辛苦的佔領了科希馬，但師團長佐藤幸德在評估了整體戰力之後，認為繼續作戰下去只是徒增無謂的傷亡，5月底佐藤幸德決定違抗牟田口司令官的命令，通令第31師團全軍撤退。
往後的日子裡，日軍一直向英帕爾地區的英軍發起攻擊，但攻勢不僅沒有進展，士兵卻一個接著一個因為感染痢疾、瘧疾而倒下。7月3日日軍終於下令中止英帕爾作戰，疲憊不堪的日軍部隊在英軍的炮火下開始撤退，由於補給斷絕而出現大量的病餓死亡者，出征的90,000部隊最終僅生還12,000人，在陣亡的70,000多人當中，過半官兵是餓死或病死的，真正戰死的約只有32,000人，規模遠大於被稱作「餓島」的瓜達爾卡納爾戰役。由於撤退途中大量的遺骸被遺棄路旁，極為悽慘的情景被日本兵士稱呼為「白骨街道」或「靖國街道」。
由於在前線獨斷抗命的行為，3名師團長全部都遭到牟田口解職並引起軍中的騷動（師團長職務是天皇任命的親補職，只是前線軍司令官的牟田口依理是不能擅自將之解任的），不久後牟田口也被解職離開現役，直到戰後1966年死去為止，牟田口都仍為自己在英帕爾戰役的行為做辯護。
從事後來看日軍對於英帕爾的作戰計畫並沒有整體的分析與判斷，更嚴重忽視了後勤補給的觀念，只是一味的朝目標進攻而已，英帕爾戰役在日本已然成為「有勇無謀」的代名詞。而英帕爾的敗北，也使緬甸的日軍戰力受到再也無法恢復的嚴重損失，從此日軍在緬甸戰場上節節敗退，直到無條件投降。

## 英帕爾戰役中的空中增援
毫無疑問的在1944年中以後的英帕爾戰場是由英國皇家空軍獲得全面制空權，日軍在緬甸方面空中武力在1944年2月—1944年3月的第二次若開戰役折損重大，尚待整補，因此在戰役初期包圍英帕爾與佔領柯希馬時還可以實施零星支援，到後來戰局對日軍日趨不利時日軍只能實施零星空投運補食品醫藥，沒有組織性的支援行動。
英軍在東南亞主要空中武力為第3戰術航空軍，該單位大部分運用颶風戰鬥機與蚊式轟炸機對日軍部隊、補給線、基礎設施提供毫無間斷的掃蕩，即使是天氣最不佳的4月雨季，第3戰術航空軍在當月仍出擊了24,000架次戰機。
除了戰鬥攻擊機群，運輸機也是英帕爾被圍困時仍保持充沛戰力的主要助力；在整場會戰中，運輸機隊為希柯馬與英帕爾運入了19,000噸物資、12,000位士兵；運出13,000位傷患、43,000名非戰鬥人員。英帕爾圍困期間，運輸機運進了100萬加侖的燃料、數千匹騾子，還運進了數以千計的郵件袋與4,000萬條的香菸；許多被包圍的野戰部隊也可以取得運輸機空投的飲水口糧與彈藥維持戰力。
當然這些飛機並非憑空出現，戰役開始時英國東南亞指揮部只有直轄76架運輸機，絕大部分是C-47運輸機，但是中緬印戰區還有一支極大規模的運輸部隊，該支部隊為美國陸軍航空軍組成，飛行駝峰航線運補中國。在1944年3月戰況趨於劇烈，在東南亞戰區最高總司令蒙巴頓介入下， 美軍轉用了20架原於駝峰航線上運用的C-46運輸機供英軍應急。

## 延伸閱讀
- 高木俊朗 『インパール』 文春文庫、1975年。
- 同上 『抗命―インパール 2』 同上、1976年。
- 同上 『全滅―インパール 3』 同上、1987年。
- 同上 『憤死―インパール 4』 同上、1988年。
- 同上 『戦死―インパール牽制作戦』 同上、1984年。
- 丸山静雄 『インパール作戦従軍記』 岩波書店〈岩波新書〉、1984年。
- 山岡荘八 『小説 太平洋戦争』 講談社、1965-1971年。
- 黒岩正幸『インパール兵隊戦記』光人社、1984年

## 外部連結
- 英帕爾會戰：日軍最慘重的失敗
- 中安在線─英帕爾會戰
- 父が語るインパール作戦体験 （页面存档备份，存于）
- 一兵士の戦争体験 （页面存档备份，存于）
- 秘境チン州
- Burma Star Association インパール付近の地形図（英語。画質は良くない）
- インパール作戦で触発したナガランド連邦の経緯 （页面存档备份，存于）
- British Military History （页面存档备份，存于）
- Burma Star Association Map
- Burma Star Association Japanese invade India
- Royal Engineers Museum Engineers at Imphal and Kohima
- National Army Museum War in the Far East
- No. 1 Squadron, Royal Indian Air Force, Imphal, Assam, 1944
- British leaflet dropped post-Imphal in Burma

template:Indian National Army
24°49′00″N 93°57′00″E / 24.8167°N 93.9500°E